# Melita sexstachya
Melita sexstachya is een vlokreeftensoort uit de familie van de Melitidae. De wetenschappelijke naam van de soort is voor het eerst geldig gepubliceerd in 1977 door Gamo.